# James Powers
James Legrand Powers (ur. 1871, zm. 11 listopada 1927) – urodzony w Rosji inżynier mechanik, także statystyk, doktor nauk technicznych. Przybył do Stanów Zjednoczonych w roku 1889, niemal dokładnie w 100 lat po sformułowaniu idei spisów powszechnych (1787). Wynalazł nowy typ karty perforowanej i skonstruował kilka doskonałych na swoje czasy maszyn licząco-analitycznych. W trzy lata później (1902) Kongres Stanów Zjednoczonych powołał stałe Biuro Spisowe. 
Powers dokonał swego wynalazku na złożone w 1903 roku zamówienie ówczesnego dyrektora Biura, Simeona Northa, który był przekonany, że ceny, jakie bierze Herman Hollerith za usługi swoich maszyn, są za wysokie. Faktycznie, maszyny i karty Powersa okazały się dużo tańsze w eksploatacji. W roku 1910 spis przeprowadzono już z ich użyciem.
W roku 1911 Powers zrezygnował z pracy w Biurze Spisowym, ponieważ jego pomysły zostały opatentowane. Założył w Newark, w stanie New Jersey Powers Accounting Machine Company (znana także jako Powers Tabulating Company). W roku 1914 przeniósł firmę do Brooklynu, gdzie z powodzeniem sprzedawał swoje urządzenia. W roku 1927 Powers Tabulating Company połączyła się z firmami Remington Typewriter i Rand Cardex, tworząc Remington-Rand; dawna firma Powersa stała się wydziałem maszyn licząco-analitycznych. Po przyłączeniu Sperry Gyroscope w 1955 firma jest dziś znana jako Unisys.